# Walvögel

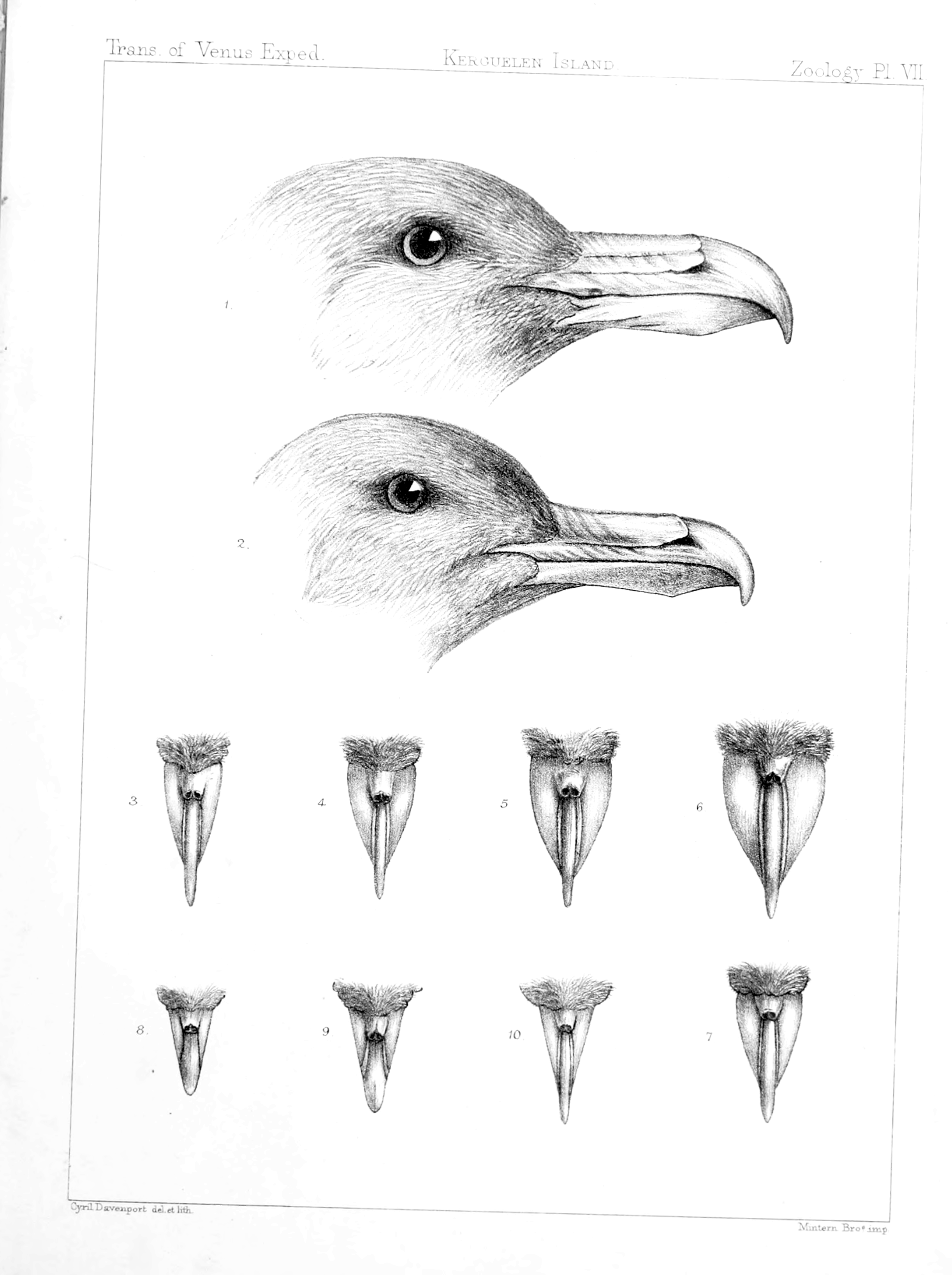
Schnabelform verschiedener Walvögel

Die Walvögel (Pachyptila), auch „Entensturmvögel“, „Eisvögel“ oder „Feuervögel“ genannt, sind eine Gattung der Familie der Sturmvögel (Procellariidae), die ihr Verbreitungsgebiet in den antarktischen Gewässern haben. Mit einer Körperlänge von 25,4 bis 28 cm und einer Flügelspanne von 40,7 bis 45,7 cm zählen sie zu den eher kleinen Vertretern dieser Familie. Sie unterscheiden sich von den anderen Sturmvögeln durch ihr unauffälliges Federkleid und ihren Schnabel sowie durch ihre Flug- und Nahrungsweise.

## Merkmale
Unterschieden werden die einzelnen Arten dieser Gattung vor allem anhand ihrer Schnäbel. Grundsätzlich wirken Schnäbel der Arten dieser Gattung von oben betrachtet dreieckig: Sie sind an der Schnabelbasis sehr breit und laufen spitz aus. Alle Arten haben an der oberen Schnabelscheide Lamellen, mit denen sie Plankton aus dem Wasser filtern können. Die Schnabelgröße variiert zwischen den einzelnen Arten beträchtlich, was darauf hinweist, dass jede der Arten sich in ihrer Nahrungsweise unterscheidet. Im Flug sind die einzelnen Arten kaum voneinander zu unterscheiden, da sich ihr Gefieder gleicht. Sie sind auf der Oberseite alle zart blaugrau gefärbt, während die Schulterkante, die Schulterfedern und die äußere Handschwingen schwarz sind. Unterseite und Unterflügel sind weiß, der Schwanz ist keilförmig und der Schnabel bläulich grau. Die Füße haben eine blaue Färbung.

## Lebensweise
Sie sind häufig in Schwärmen zu beobachten, wenn sie in schnellen, zickzackförmigen Flügen dicht über dem Wasser dahinfliegen. Die Rufe der einzelnen Walvogelarten gleich sich sehr, wobei Männchen und Weibchen sich bei allen Arten stark unterscheiden. Ihre Lebensweise ist sehr ähnlich. Sie kommen nur zur Fortpflanzungszeit an Land und nisten gewöhnlich auf weit vor den Küsten liegenden Inseln mit dichtem Gras oder Wald. Ihr Nahrung besteht überwiegend aus kleinen Fischen und Krustentieren, die sie von der Wasseroberfläche aufnehmen. Bislang ist nicht genau bekannt, in welchem Alter sie erstmals brüten. Die meisten Arten nisten in selbst gegrabenen Bauen. Das Gelege besteht aus einem Ei. Dieses weist eine glatte weißliche Schalenoberfläche auf. Das Ei wird für einen Zeitraum von sechs bis sieben Wochen bebrütet. Die Küken sind nach sieben bis acht Wochen flügge.

## Walvögel und Menschen
Wie bei zahlreichen anderen baubrütenden Seevögel hat die Besiedlung der Walvögel-Brutinseln durch den Menschen den Bestand der Walvögel negativ beeinflusst. Wichtigste bestandsgefährdende Faktoren sind die Einführung von Ratten, Hauskatzen, Schweinen und anderen Säugetieren, die die Eier, Jungen und auch adulten Vögel fressen.
Walvögel wurden im Verlauf des 20. Jahrhunderts gelegentlich als Schädlinge eingeordnet. Noch 1964 durften auf den Falklandinseln Belcher-Sturmvögel nach dem Wild Animals and Birds Protection Ordinance jederzeit getötet werden, weil man den Vögeln unterstellte, dass sie durch das Graben ihrer Bruthöhlen Schafweiden schädigen würden. Auf den Falklandinseln, wo der Belcher-Sturmvogel einst sehr zahlreich war, brütet diese Art nur noch auf sieben kleinen Inselchen vor der Küste der Hauptinseln.

## Innere Systematik
Die Gattung umfasst die folgenden sechs Arten:
- Großer Entensturmvogel (Pachyptila vittata). Bei der Art ist der Schnabel oben stahlgrau und unten bläulich-gelb gefährt.
- Kleiner Entensturmvogel (Pachyptila salvini). Hier ist der Schnabel oben und unten bläulich-grau.
- Taubensturmvogel (Pachyptila desolata), der unter anderem auf der antarktischen Halbinsel und auf Kerguelen und auf Heard brütet.
- Belcher-Sturmvogel, auch Dünnschnabel-Walvögel (Pachyptila belcheri). Der Belcher-Sturmvogel zeichnet sich durch einen langen, sehr schmalen Schnabel aus.
- Feensturmvogel (Pachyptila turtur)
- Dickschnabel-Sturmvogel (Pachyptila crassirostris), der sich von den anderen Walvögeln durch eine verdickte Schnabelplatte unterscheidet.

## Belege